# Campionat del món de ciclisme en pista de 1993
El Campionat Mundial de Ciclisme en Pista de 1993 es va celebrar a Hamar (Noruega) entre el 15 i el 20 d'agost de 1993.
Les competicions es van celebrar al Vikingskipet de Hamar. En total es va competir en 11 disciplines, 8 de masculines i 3 de femenines. En aquesta edició es va produir la unificació de les proves amateurs amb les professionals, creant-se així una categoria "Open"..

## Resultats

### Masculí
| Prova                     | Or                                                                           | Argent                                                                 | Bronze                                                                             |
| Velocitat individual      | Gary Neiwand · Austràlia                                                     | Michael Hübner · Alemanya                                              | Eyk Pokorny · Alemanya                                                             |
| Tàndem                    | Itàlia · Federico Paris · Roberto Chiappa                                    | Austràlia · Stephen Pate · Danny Day                                   | Txèquia · Ľubomír Hargaš · Arnošt Drcmánek                                         |
| Persecució individual     | Graeme Obree · Regne Unit                                                    | Philippe Ermenault · França                                            | Chris Boardman · Regne Unit                                                        |
| Persecució per equips     | Austràlia · Brett Aitken · Stuart O'Grady · Billy Shearsby · Tim O'Shannessy | Alemanya · Andreas Bach · Guido Fulst · Jens Lehmann · Torsten Schmidt | Dinamarca · Jimmi Madsen · Klaus Kynde Nielsen · Jan Bo Petersen · Lars Otto Olsen |
| Quilòmetre contrarellotge | Florian Rousseau · França ·                                                  | Shane Kelly · Austràlia ·                                              | Jens Glücklich · Alemanya ·                                                        |
| Cursa per punts           | Etienne De Wilde · Bèlgica ·                                                 | Éric Magnin · França ·                                                 | Vassil Iàkovliev · Ucraïna ·                                                       |
| Keirin                    | Gary Neiwand · Austràlia                                                     | Marty Nothstein · Estats Units                                         | Toshimasa Yoshioka · Japó                                                          |
| Darrere moto              | Jens Veggerby · Dinamarca                                                    | Roland Königshofer · Àustria ·                                         | Carsten Podlesch · Alemanya                                                        |

### Femení
| Prova                 | Or                               | Argent                           | Bronze                        |
| Velocitat individual  | Tanya Dubnicoff · Canadà         | Ingrid Haringa · Països Baixos · | Nathalie Even · França        |
| Persecució individual | Rebecca Twigg · Estats Units     | Marion Clignet · França          | Janie Eickhoff · Estats Units |
| Cursa per punts       | Ingrid Haringa · Països Baixos · | Svetlana Samokhalova · Rússia ·  | Jessica Grieco · Estats Units |

## Medaller
| Pos. | País          | Or | Plata | Bronze | Total |
| 1    | Austràlia     | 3  | 2     | 0      | 5     |
| 2    | França        | 1  | 3     | 1      | 5     |
| 3    | Estats Units  | 1  | 1     | 2      | 4     |
| 4    | Països Baixos | 1  | 1     | 0      | 2     |
| 5    | Dinamarca     | 1  | 0     | 1      | 2     |
| 5    | Regne Unit    | 1  | 0     | 1      | 2     |
| 7    | Bèlgica       | 1  | 0     | 0      | 1     |
| 7    | Canadà        | 1  | 0     | 0      | 1     |
| 7    | Itàlia        | 1  | 0     | 0      | 1     |
| 10   | Alemanya      | 0  | 2     | 3      | 5     |
| 11   | Àustria       | 0  | 1     | 0      | 1     |
| 11   | Rússia        | 0  | 1     | 0      | 1     |
| 13   | Japó          | 0  | 0     | 1      | 1     |
| 13   | Txèquia       | 0  | 0     | 1      | 1     |
| 13   | Ucraïna       | 0  | 0     | 1      | 1     |
|      | TOTAL         | 11 | 11    | 11     | 33    |